# Demokratyczny Ruch Mozambiku
Demokratyczny Ruch Mozambiku (pt. Movimento Democrático de Moçambique, MDM) – mozambicka partia polityczna, jedyna opozycyjna frakcja w Zgromadzeniu Republiki Mozambiku.

## Historia
Partia została założona w marcu 2009 roku w Beirze przez Daviza Simango, który to rok wcześniej został wydalony z Narodowego Ruchu Oporu Mozambiku. Jej pierwszym przewodniczącym został wybrany właśnie Simango. W wyborach powszechnych w tym samym roku partia zarejestrowała swoje listy w wyborach do Zgromadzenia Republiki, a także wystawiła Daviza Simango jako swojego kandydata na prezydenta Mozambiku. Simango zajął trzecie miejsce spośród kandydatów otrzymując 8,59% głosów, a w wyborach parlamentarnych partia uzyskała 8 z 250 miejsc w Zgromadzeniu z wynikiem 3,93% głosów.
W wyborach samorządowych w 2013 roku zwyciężyła w dwóch stolicach prowincji – Beirze i Quelimane. W wyborach w październiku 2014 roku uzyskała 17 mandatów, a w wyborach prezydenckich kandydat MDM Daviz Simango uzyskał 6,04% głosów zajmując trzecie miejsce.
W wyborach powszechnych w 2019 roku partia uzyskała 2,4% głosów co przełożyło się na 6 mandatów w Zgromadzeniu Republiki, w wyborach prezydenckich natomiast Daviz Simango ponownie uplasował się na trzecim miejscu spośród kandydatów otrzymując 4,38% głosów. Po śmierci Simango w lutym 2021, 5 grudnia tego samego na stanowisko przewodniczącego został wybrany jego brat Lutero Simango.

## Poparcie w wyborach
| Wybory | Mandaty | +/− | Rząd     |
| ------ | ------- | --- | -------- |
| 2009   | 8/250   | 8   | Opozycja |
| 2014   | 17/250  | 9   | Opozycja |
| 2019   | 6/250   | 11  | Opozycja |